# Gyertyános (Szlovénia)
Gyertyános (korábban Zalagyertyános, szlovénül: Gaberje) magyarok lakta falu Szlovéniában, a Muravidéken. Közigazgatásilag Lendva községhez tartozik.

## Fekvése
Lendvától 5 km-re nyugatra, a Mura bal partján  fekszik.

## Története
Területét 1379-ben az alsólendvai Bánffy család kapta I. Lajos magyar királytól adományként. 1644-ig a család kihalásáig volt a Bánffyak birtoka. Ezután a Nádasdy család birtoka lett. 1690- ben Eszterházy nádor több más valaha Bánffy-birtokkal együtt megvásárolta. Ezután végig a család birtoka maradt.
Vályi András szerint "GYERTYÁNOS. Magyar falu Szala Vármegyében, földes Ura Hertzeg Eszterházy Uraság, lakosai katolikusok, fekszik Alsó Lendvához nem meszsze, mellynek filiája. Határját néha Mura vize szokta elönteni, földgye másként elég termékeny, szőlö hegye helyben, és eladásra is jó módgya van más helyeken, második Osztálybéli.."
Fényes Elek szerint "Gyertyános, magyar falu, Zala vmegyében, 271 kath. lak. F. u. többen. Ut. p. A. Lendva."
1910-ben 569, túlnyomórészt magyar lakosa volt.
Közigazgatásilag Zala vármegye Alsólendvai járásának része volt. 1919-ben a Szerb–Horvát–Szlovén Királysághoz csatolták, ami tíz évvel később vette fel a Jugoszlávia nevet. 1941-ben a Muramentét a magyar hadsereg visszafoglalta és 1945-ig ismét Magyarország része volt, majd a második világháború befejezése után végleg jugoszláv kézbe került. 1991 óta a független Szlovén Köztársaság része. 2002-ben 539 lakosa volt.

## Nevezetességei
- Szent Márton tiszteletére szentelt temploma a 17. században épült. Belsejét 1902-ben festették ki. Berendezése barokk.
- Az 1650-ben említett Szent Péter templom maradványai, közelében történelem előtti földvár nyomai.
- A 18. és 19. század fordulóján épített kőhíd.
- 1895-ben épített kápolna.
- 19. és 20. századi népi lakóházak és gazdasági épületek.

## Testvértelepülése
Bejcgyertyános, Magyarország.